# Sacramento (Kentucky)
Sacramento – miasto w Stanach Zjednoczonych, w stanie Kentucky, w hrabstwie McLean. Według danych z 2000 roku, miasto miało 517 mieszkańców.